# Astia hariola
Astia hariola là một loài nhện trong họ Salticidae.
Loài này thuộc chi Astia. Astia hariola được Ludwig Carl Christian Koch miêu tả năm 1879.